# Maria Carmela Verardi
Maria Carmela Verardi (Roma, 30 dicembre 1964) è un'ex cestista italiana.
Playmaker di 162 cm, ha giocato in Serie A1 con Priolo Gargallo.

## Carriera
Nel 1987-1988 è una delle giovani promettenti dell'Ibla Priolo che partecipa all'A1 e alla Coppa Ronchetti.
Nel 1988-1989 passa alla Gymnasium Agrigento. Nel 1989-1990 è alla Velo Trapani, poi torna ad Agrigento.
Dal 1991 al 1993 veste la maglia della Rescifina Messina, con cui vince la Serie B.
Ha poi giocato un biennio alla Costa Catania.

## Statistiche
Statistiche aggiornate al 30 giugno 1997
| Stagione        | Squadra             | Campionato      | Campionato | Campionato | Coppe continentali | Coppe continentali | Coppe continentali | Totale | Totale |
| Stagione        | Squadra             | Comp            | Pres       | Punti      | Comp               | Pres               | Punti              | Pres   | Punti  |
| --------------- | ------------------- | --------------- | ---------- | ---------- | ------------------ | ------------------ | ------------------ | ------ | ------ |
| 1987-1988       | Trogylos Priolo     | A1              | 28         | 13         | CR                 | 1                  | 0                  | 29     | 13     |
| 1988-1989       | Gymnasium Agrigento | B               |            |            | -                  | -                  | -                  |        |        |
| 1989-1990       | Velo Trapani        | B               |            |            | -                  | -                  | -                  |        |        |
| 1990-1991       | Gymnasium Agrigento | B               |            |            | -                  | -                  | -                  |        |        |
| 1991-1992       | Rescifina Messina   | B               |            |            | -                  | -                  | -                  |        |        |
| 1992-1993       | Rescifina Messina   | B               |            |            | -                  | -                  | -                  |        |        |
| 1995-1996       | Costa Catania       | A2              |            |            | -                  | -                  | -                  |        |        |
| 1996-1997       | Costa Catania       | A2              |            |            | -                  | -                  | -                  |        |        |
| Totale carriera | Totale carriera     | Totale carriera | 28         | 13         |                    | 1                  | 0                  | 29     | 13     |